# マイセンの戦い
マイセンの戦い（マイセンのたたかい、ドイツ語: Schlacht von Meissen）は、七年戦争中の1759年12月3日、ザクセン選帝侯領のマイセンにおいてクリスティアン・フリードリヒ・フォン・ディーリッケ率いるプロイセン軍がオーストリア軍に敗北した戦闘。

## 背景
オーストリア軍の指揮官レオポルト・フォン・ダウンは1759年11月20日にマクセンの戦いで勝利した後、プロイセン軍のドレスデン占領を防ぐために軍事行動を続けていた。プロイセン王フリードリヒ2世は自軍がクネルスドルフの戦いの損害から回復していないにもかかわらず、冬営に入れず厳しい戦闘を続かざるをえなかった。

## 経過
ダウンはフィリップ・レヴァン・フォン・ベック率いる分遣隊を派遣してドレスデン北西のマイセンでクリスティアン・フリードリヒ・フォン・ディーリッケ率いるプロイセン軍を包囲した。数で負けていたディーリッケはエルベ川を渡って撤退しようとしたが、川が氷結していたためオーストリア軍の追撃を受け、1,500人が捕虜にされた。

## その後
オーストリア軍が勝利したことでザクセン選帝侯の脱落が防がれたが、それ以上の進展はなかった。1760年2月20日、ベックはクロアチア騎兵2千を率いてコスドルフの戦いで再びプロイセン軍に勝利、エルンスト・ハインリヒ・フォン・チェットリッツを捕虜にした。フリードリヒ2世はチェットリッツとディーリッケが釈放された後、2人を中将に昇進させた。